# Kerk van Landschaftspolder
De Kerk van Landschaftspolder (Duits: Landschaftspolder Kirche) is de hervormde kerk van de Oost-Friese plaats Landschaftspolder. De baksteenkerk werd in 1768 gebouwd.

## Geschiedenis
Wegens de grote afstand ten opzichte van Bunde en Ditzum bestond sinds 1759 de wens een eigen predikant in Landschaftspolder aan te stellen en, sinds 1761, ook een eigen kerk te bouwen. Door de hoge belastingen als gevolg van de Zevenjarige Oorlog moesten deze plannen echter worden uitgesteld. Op verzoek van de boeren in de polder gaf Frederik de Grote op 22 juni 1765 toestemming om een kerk te bouwen in de sinds 1752 drooggelegde polder. Eén jaar later volgde de stichting van de hervormde gemeente Landschaftspolder, die eerder bij Bunde was ingedeeld, en de benoeming van Cornelius Knottnerus als eerste predikant.
Het nieuwe kerkgebouw werd in 1768 gebouwd. In 1829 verving de stenen klokkentoren de houten voorganger. Achter de kerk werd bovendien nog in hetzelfde jaar een school met één lokaal aan de toren aangebouwd. De school kon slechts via de toren worden betreden en werd in 1954 afgebroken om te worden vervangen door een schuur voor gereedschap. Nadat de middeleeuwse klok die men had aangekocht van de gemeente Hamswehrum barstte, liet men in 1851 een nieuwe klok gieten. De eveneens in 1768 gebouwde pastorie, die direct aan de kerk grensde en over een kleine schuur vervoegde, werd in 2004 wegens bouwvalligheid gesloopt. Tot 1922 kende de gemeente een eigen predikant, maar sindsdien werd de gemeente met Ditzumerverlaat samengevoegd.

## Beschrijving
De kerk werd als rechthoekige zaalkerk gebouwd en heeft niet de voor christelijke gebouwen kenmerkende oostelijke oriëntatie. Twee vergulde kogels sieren het schilddak van het gebouw. Het kerkschip wordt door drie rondbogige vensters in de westelijke muur en vier in de oostelijke muur verlicht. De oorspronkelijk gepleisterde muren werden in 1960 met stenen van kloostermopformaat bekleed.
De vier verdiepingen tellende zuidelijke toren dient eveneens als toegang tot de kerk. De drie bovenverdiepingen hebben rondbogige galmgaten. De bovenste torenverdieping is van hout en wordt door een tentdak met een torenkogel en een paard als windvaan bekroond.

## Interieur

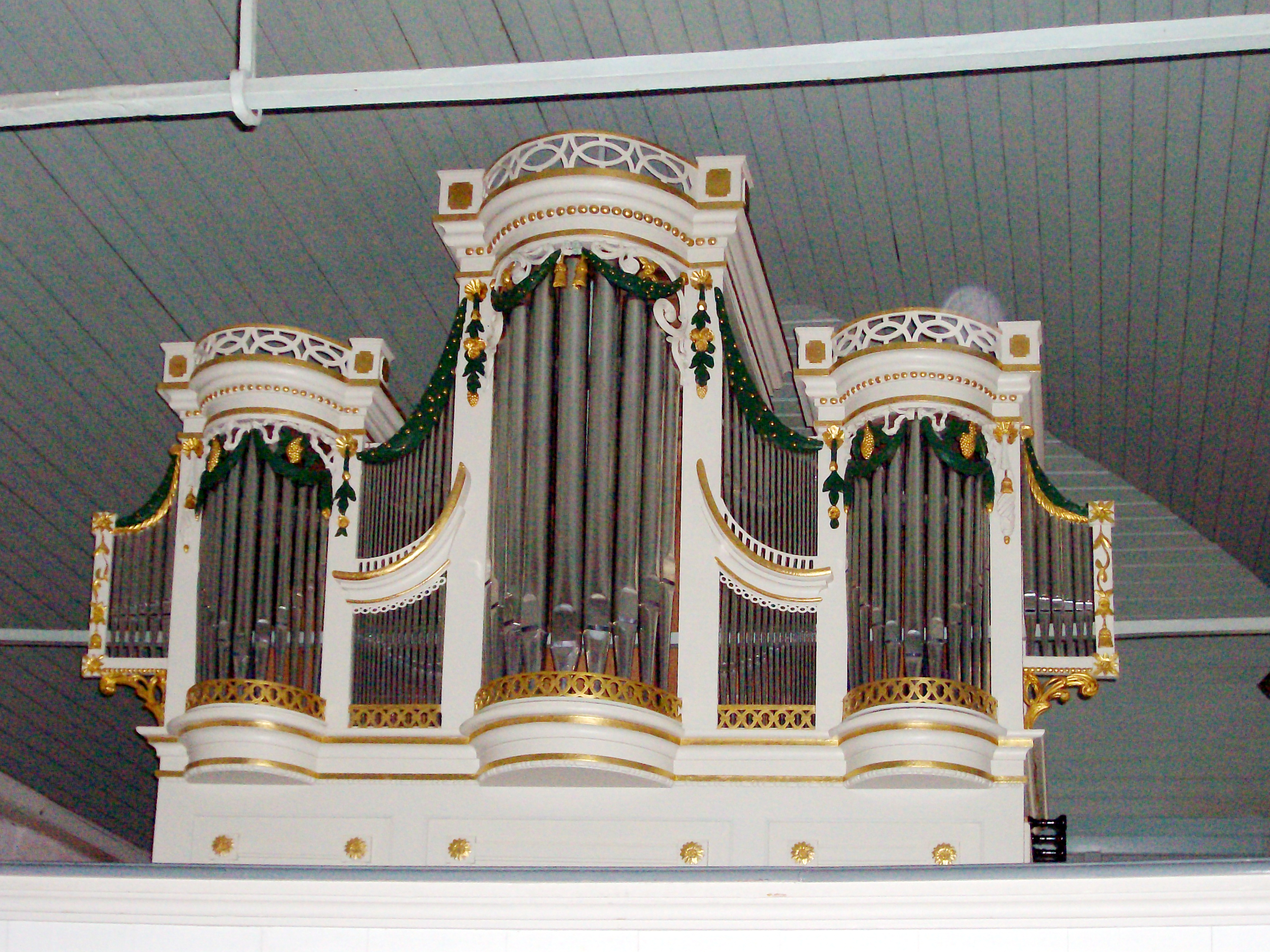
Orgel

Het interieur kent een houten tongewelf met twee kroonluchters en een kleine kansel op de oostelijke kant. Het orgel werd in 1814 door Gerhard Janssen Schmid te Oldenburg gebouwd. De firma Rohlfing uit Osnabrück verving in 1915 het pijpwerk. In de jaren 1987-1988 werd in de stijl van het oude orgel een geheel nieuw instrument achter de historische orgelkas gebouwd door de Krummhörner Orgelwerkstatt. Het éénmanualige instrument met aangehangen pedaal bezit vijf registers.